# Ellen Einan
Ellen Johanna Einan, född 5 juni 1931 i Svolvær, Nordland fylke, död 25 mars 2013 i Kabelvåg, Nordland fylke, var en norsk lyriker. 
Hon debuterade först vid 51 års ålder, med diktsamlingen Den gode engsøster 1982. Likväl uppnådde hon under loppet av en tioårsperiod att bli erkänd som en av de viktigare samtidslyrikerna i Norden. Totalt utgav hon 14 diktsamlingar.